# Вітон (Вісконсин)
Вітон (англ. Wheaton) — місто (англ. town) в США, в окрузі Чиппева штату Вісконсин. Населення — 2759 осіб (2020).

## Демографія
Згідно з переписом 2010 року, у місті мешкала 2701 особа в 1001 домогосподарстві у складі 798 родин. Було 1050 помешкань
Расовий склад населення:
| - 95,9 % — білих - 3,4 % — азіатів - 0,2 % — корінних американців - 0,2 % — чорних або афроамериканців |

До двох чи більше рас належало 0,3 %. Частка іспаномовних становила 0,7 % від усіх жителів.
За віковим діапазоном населення розподілялося таким чином: 24,0 % — особи молодші 18 років, 63,6 % — особи у віці 18—64 років, 12,4 % — особи у віці 65 років та старші. Медіана віку мешканця становила 42,5 року. На 100 осіб жіночої статі у місті припадало 109,2 чоловіків;  на 100 жінок у віці від 18 років та старших — 109,4 чоловіків також старших 18 років.
Середній дохід на одне домашнє господарство  становив 95 163 долари США (медіана — 80 868), а середній дохід на одну сім'ю — 99 469 доларів (медіана — 82 863). Медіана доходів становила 48 167 доларів для чоловіків та 41 792 долари для жінок. За межею бідності перебувало 3,3 % осіб, у тому числі 4,4 % дітей у віці до 18 років та 3,3 % осіб у віці 65 років та старших.
Цивільне працевлаштоване населення становило 1523 особи. Основні галузі зайнятості: освіта, охорона здоров'я та соціальна допомога — 25,4 %, виробництво — 18,6 %, роздрібна торгівля — 11,4 %, науковці, спеціалісти, менеджери — 7,8 %.